# Hilde Drexler
Hilde Drexler (* 1. Dezember 1983 in Wien) ist eine österreichische Judoka und sie trägt den 3. Dan.

## Biografie

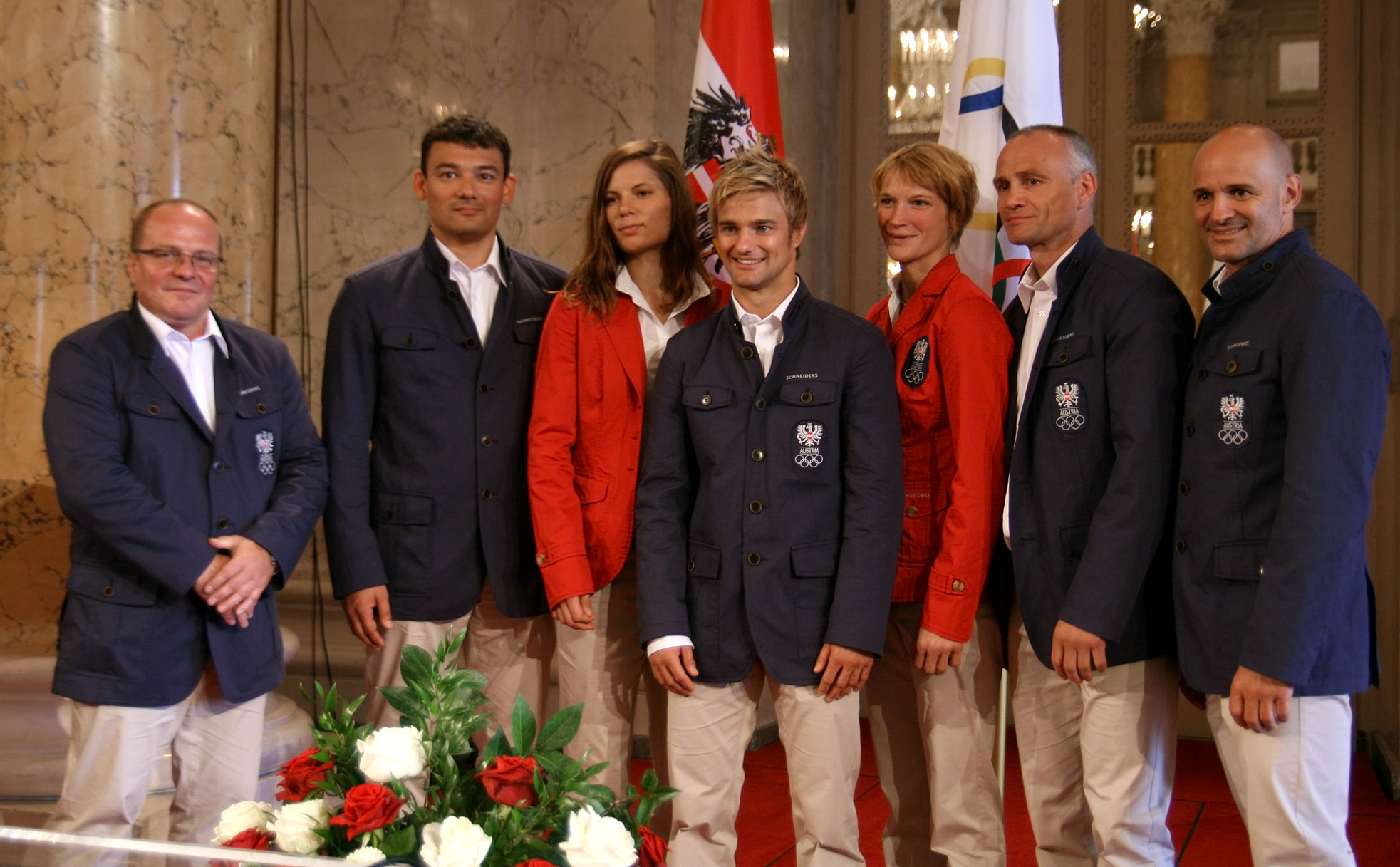
Drexler mit dem österreichischen Judo-Team für die Olympischen Sommerspiele 2012

Hilde Drexler begann ihre sportliche Karriere beim Judoclub Vienna Samurai und konnte im Nachwuchs einige Österreichische Meistertitel erringen. Nach der Matura begann sie in Wien Germanistik zu studieren. Sie wurde 2000 Junioreneuropameisterin und gewann ein Jahr später die Silbermedaille. 2009 startete sie bei den Europameisterschaften, konnte sich aber nicht platzieren. Bei den Europameisterschaften 2011 in Istanbul hingegen gewann sie den Kampf um Bronze gegen Alice Schlesinger aus Israel. 2011 erreichte sie innerhalb zwei Wochen dreimal den fünften Platz bei Großveranstaltungen, nämlich beim Grand Slam Rio de Janeiro, dem Weltcup in São Paulo und beim Weltcup in Miami. Bei den Weltmeisterschaften in Paris erreichte sie nach drei Siegen und zwei Niederlagen den siebten Rang. Drexler wurde für den Sportstar 2011 ihrer Geburtsstadt Wien nominiert, ging aber bei der Verleihung am 1. September 2011 leer aus.
Das Jahr 2012 stand ganz in der Vorbereitung für die Olympischen Sommerspiele 2012, für die sie sich qualifiziert hatte. Nach einem Sieg in der ersten Runde verlor sie gegen Alice Schlesinger und schied aus.

### Mannschaftsmeisterschaften
Gemeinsam mit ihrer Mannschaft vom Judoclub Vienna Samurai gewann sie mehrmals die österreichischen Damen-Mannschaftsmeisterschaften und platzierte sich zweimal bei der Golden League.

## Erfolge (Auswahl)
- 1. Rang British Open London 2008 (–63 kg)
- 1. Rang Finnish Open Vaantaa 2006 (–63 kg)
- 1. Rang ASKÖ Weltmeisterschaften 2006 (–63 kg)
- 1. Rang Junioreneuropameisterschaften Nikosia 2000 (–63 kg)
- 1. Rang Olympische Jugendspiele Esbjerg 1999 (–56 kg)
- 2. Rang World Cup Rom 2011 (–63 kg)
- 2. Rang Militärweltmeisterschaften Rio de Janeiro 2011 (–63 kg)
- 2. Rang World Cup Birmingham 2009 (–63 kg)
- 2. Rang Junioreneuropameisterschaften Budapest 2001 (–63 kg)
- 3. Rang Grand Prix Tallinn 2012 (–63 kg)
- 3. Rang Grand Prix Moskau 2012 (–63 kg)
- 3. Rang Europameisterschaft Istanbul 2011 (–63 kg)
- 3. Rang Grand Prix Sofia 2011 (–63 kg)
- 3. Rang Grand Prix Abu Dhabi 2010 (–63 kg)
- 3. Rang Belgian Ladies Open Arlon 2008 (–63 kg)
- 3. Rang Universiade 2007 (–63 kg)
- 3. Rang Swiss Open Luzern 2007 (–63 kg)
- 3. Rang World University Championships Suwon 2006 (–63 kg)
- 3. Rang A-Tournament Sofia 2001 (–56 kg)

- vierfache österreichische Meisterin und Staatsmeisterin
  - 2016 Niederwaldkirchen Frauen Judo Bundesliga (Team Wien 1): 2. Platz[14] (12 Siege/12 Kämpfe)[15]
  - 2015 Gmunden Damen-Mannschaftsmeisterschaft (Team Samurai Wien): 1. Platz[10]